# التجمع للديمقراطية والوحدة
التجمع للديمقراطية والوحدة هو حزب سياسي في موريتانيا. تأسس الحزب عام 1991، ومنذ ذلك الحين يتزعمه أحمد ولد سيدي بابا.
حصل الحزب على 9.6٪ من الأصوات و3 مقاعد من أصل 81 في الانتخابات البرلمانية لعام 2001. في انتخابات عام 2006، فاز الحزب بثلاثة مقاعد من أصل 95 مقعدًا.